# Telacanthura
Telacanthura és un gènere d'ocells de la família dels apòdids (Apodidae). Aquests falciots habiten a la ecozona afrotròpica.

## Taxonomia
Segons la classificació del Congrés Ornitològic Internacional (versió 2.5, 2010) aquest gènere està format per dues espècies:
- falciot cuaespinós negre (Telacanthura melanopygia).
- falciot cuaespinós dels baobabs (Telacanthura ussheri).